# Anaulacomera darwini
Anaulacomera darwini är en insektsart som beskrevs av Scudder, S.H. 1893. Anaulacomera darwini ingår i släktet Anaulacomera och familjen vårtbitare. Inga underarter finns listade i Catalogue of Life.